# 石峡口水库 (清水河)
石峡口水库是中国内蒙古自治区乌兰察布市清水河县韮菜庄乡境内的一座水库，位于清水河上，建于1977年。水库正常库容为578万立方米，集雨面积为254平方千米，海拔为1407.8米。